# Beyond the Border
Beyond the Border er en amerikansk stumfilm fra 1925 instrueret af Scott R. Dunlap.

## Medvirkende
- Harry Carey som Bob Smith
- William Scott som Bob Moore
- Mildred Harris som Molly Smith
- Tom Santschi som Nick Perdue
- Jack Richardson som Brick Dawson
- Joe Rickson
- Neola May
- Victor Potel